# HP 9000

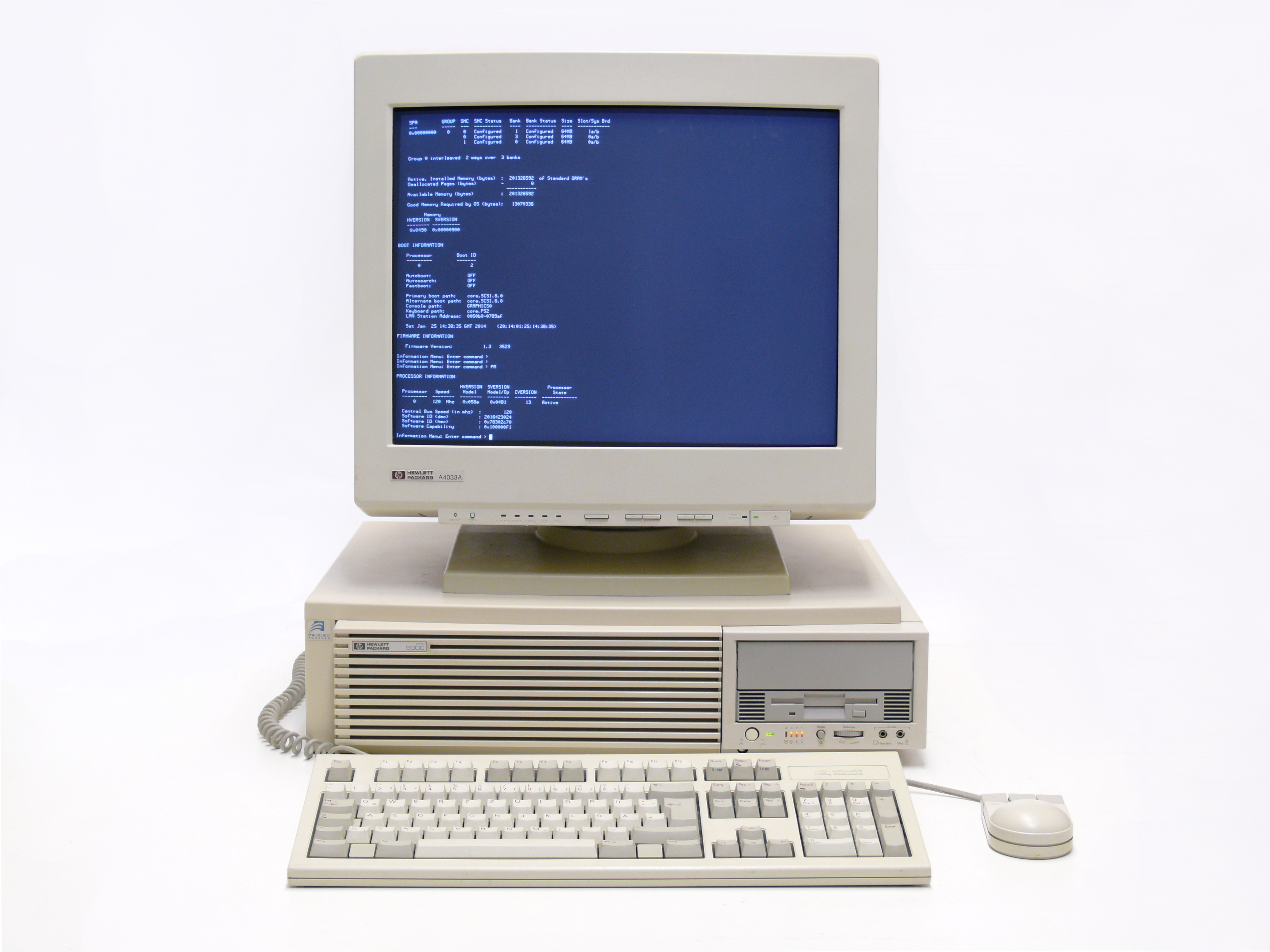
HP 9000 C110 werkstation met PA-RISC-processor

HP 9000 is een serie werkstations en servers van Hewlett-Packard. Er bestaan verschillende varianten: de 9000/500-serie heeft een HP FOCUS-processor, de series 200, 300 en 400 hebben een Motorola 68000, de 700 en 800 een PA-RISC en nieuwere modellen hebben een Intel Itanium.
Voor de HP 9000 zijn verschillende besturingssystemen beschikbaar: HP-UX, NeXTStep, Linux, NetBSD en OpenBSD.